# Carles Busquets
 (mai 2025).
Si vous disposez d'ouvrages ou d'articles de référence ou si vous connaissez des sites web de qualité traitant du thème abordé ici, merci de compléter l'article en donnant les références utiles à sa vérifiabilité et en les liant à la section « Notes et références ».
Pour les articles homonymes, voir Busquets.
Carles Busquets Barroso, né le 19 juillet 1967 à Barcelone, est un footballeur espagnol du FC Barcelone reconverti en entraîneur. Il était gardien de but remplaçant de la fameuse Dream Team de Johan Cruyff. Busquets, formé dans les catégories inférieures du FC Barcelone, a poursuivi sa carrière en équipe première pendant 10 saisons, entre 1991 et 1998 bien qu'il fût seulement un titulaire habituel pendant deux saisons, entre 1994 et 1996.
Après avoir été entraîneur des gardiens du Barça Atlètic, Carles Busquets a été de juillet 2010 à juin 2011 l'entraîneur des gardiens de la première équipe du FC Barcelone. En juillet 2011 il reprend son poste d'entraîneur des gardiens du FC Barcelone B.

## Biographie
Entre 1988 et 1994 Busquets, connu comme Busi, a été le gardien de but suppléant d'Andoni Zubizarreta, titulaire de l'équipe. Busquets a joué quelques matchs de Coupe d'Espagne ainsi que les matchs de Liga et de compétitions européennes lorsque Zubizarreta était indisponible. Le match le plus important qu'il a joué comme titulaire a été la finale de la Coupe d'Europe des vainqueurs de coupe en 1991 à Rotterdam face à Manchester United (victoire des Anglais par 2 à 1).

## Titulaire
En 1994, après l'échec du FC Barcelone lors de la finale de la Ligue des Champions devant l'AC Milan par 0-4, Johan Cruyff a décidé de se passer d'Andoni Zubizarreta et de confier à Busquets les cages de l'équipe. Cette décision cause beaucoup de polémique car malgré le courage, l'agilité, les réflexes et le jeu de pieds, les supporters le critiquaient en raison de son jeu peu esthétique et son manque de régularité, puisqu'il combinait les arrêts les plus spectaculaires avec des erreurs indignes à ce niveau de compétition.
Il s'habillait toujours avec un long pantalon et possédait une agilité et quelques réflexes qui le rendaient pratiquement imbattable dans les "un contre un".

## Le banc
En 1996, après le licenciement de Johan Cruyff comme entraîneur, Busquets a perdu sa place. Le nouvel entraîneur, Bobby Robson, lui préfère le gardien de but portugais Vítor Baía. La saison suivante, l'entraîneur Louis van Gaal a aussi relégué Busquets au banc de touche.
En 1998, Carles Busquets quitta le Barça pour rejoindre l'UE Lleida, club où il prit sa retraite sportive en 2003.
Carles Busquets a ensuite travaillé dans le staff du FC Barcelone en tant que préparateur des gardiens de buts.

## Ses fils
Son fils aîné, Sergio Busquets (né en 1988), champion du monde en 2010 et champion d'Europe en 2012 avec l'équipe d'Espagne, évolue au poste de milieu de terrain au FC Barcelone.
Quant à Aitor Busquets, son fils cadet (né en 1991), il joue en troisième division espagnole dans les rangs du CF Gavà.
Carles et Sergio Busquets possèdent la particularité d'avoir tous deux remporté la Ligue des champions, au même titre que Cesare Maldini et son fils Paolo ainsi que Manuel Sanchís et son père[réf. nécessaire]

## Palmarès

### En club
- Vainqueur de la Supercoupe d'Europe en 1992 et en 1997 avec le FC Barcelone
- Vainqueur de la Coupe d'Europe des Clubs Champions en 1992 avec le FC Barcelone
- Vainqueur de la Coupe d'Europe des Vainqueurs de Coupe en 1997 avec le FC Barcelone
- Champion d'Espagne en 1991, en 1992, en 1993, en 1994 et en 1998 avec le FC Barcelone
- Vainqueur de Coupe du Roi en 1989, en 1997 et en 1998 avec le FC Barcelone
- Vainqueur de la Supercoupe d'Espagne en 1996 avec le FC Barcelone
- Finaliste de la Ligue des Champions en 1994 avec le FC Barcelone
- Finaliste de la Coupe d'Europe des Vainqueurs de Coupe en 1991 avec le FC Barcelone